# Kurfürstendamm (Berlins tunnelbana)
Kurfürstendamm är en tunnelbanestation som ingår i Berlins tunnelbanas nätverk i Tyskland och som ligger under boulevarden och affärsgatan Kurfürstendamm. Stationen trafikeras av linjerna U1 och U9. 
Tidigare fanns det ingen station på denna plats för linje U1, linjen gick istället direkt mellan Uhlandstrasse och Wittenbergplatz. Då linje U9 byggdes, som trafikerar under linje U1, ville man ha en bytesstation mellan de båda linjerna, därför byggdes stationer på båda linje U1 och U9 samtidigt, som fick namnet Kurfürstendamm och invigdes 1961.

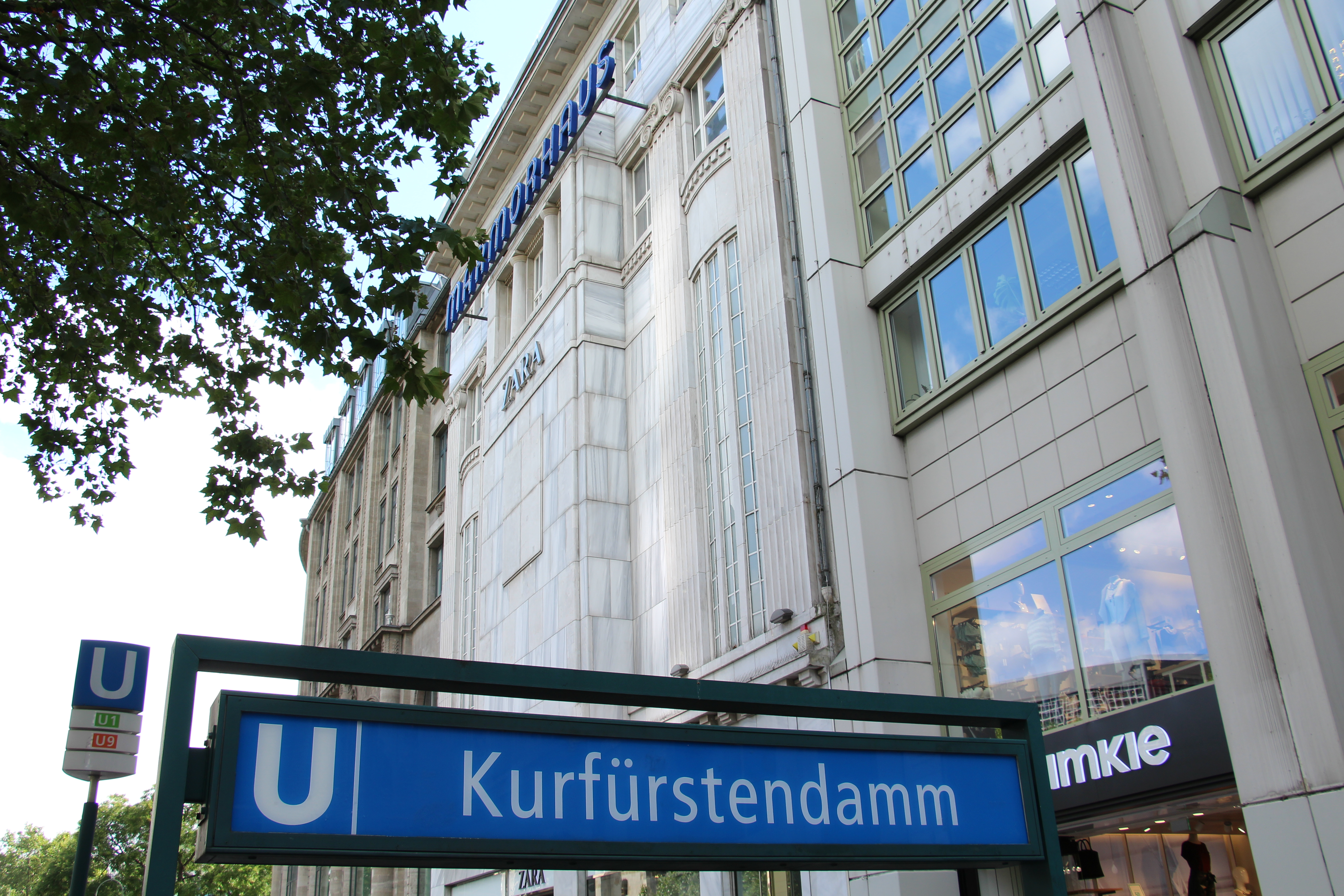
U-Bahnentré från Kurfürstendamm
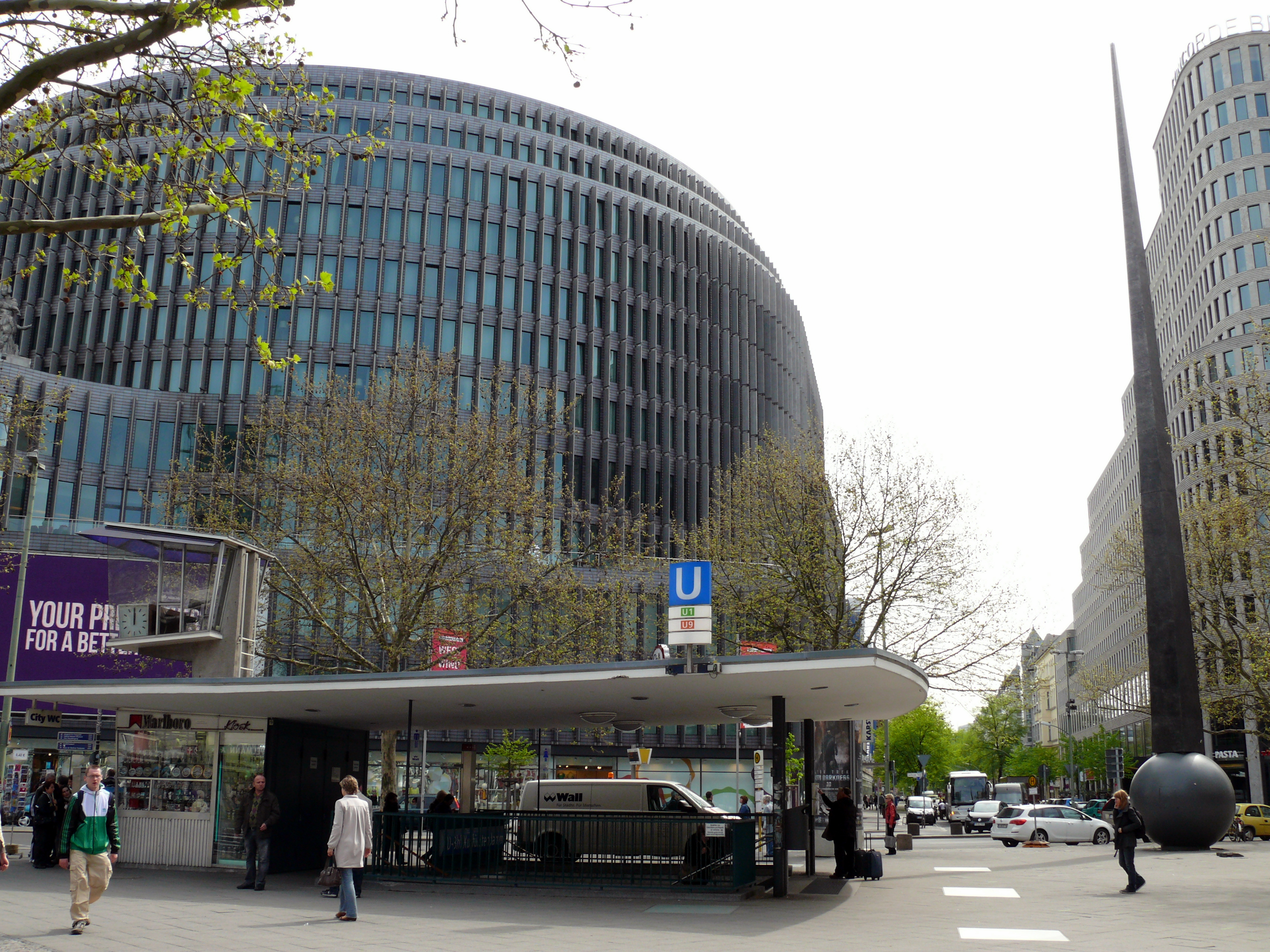
U-Bahnentré från Joachimstaler strasse
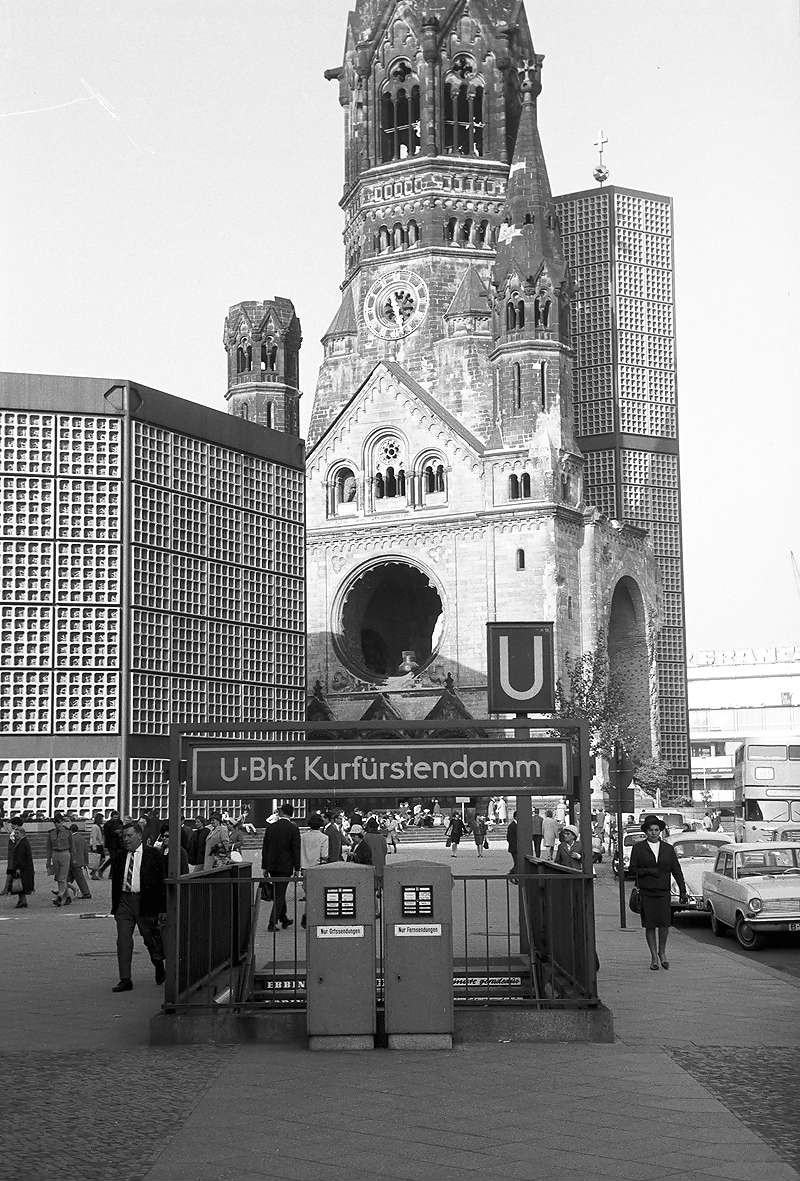
U-Bahnentré från Gedächtniskirche 1965
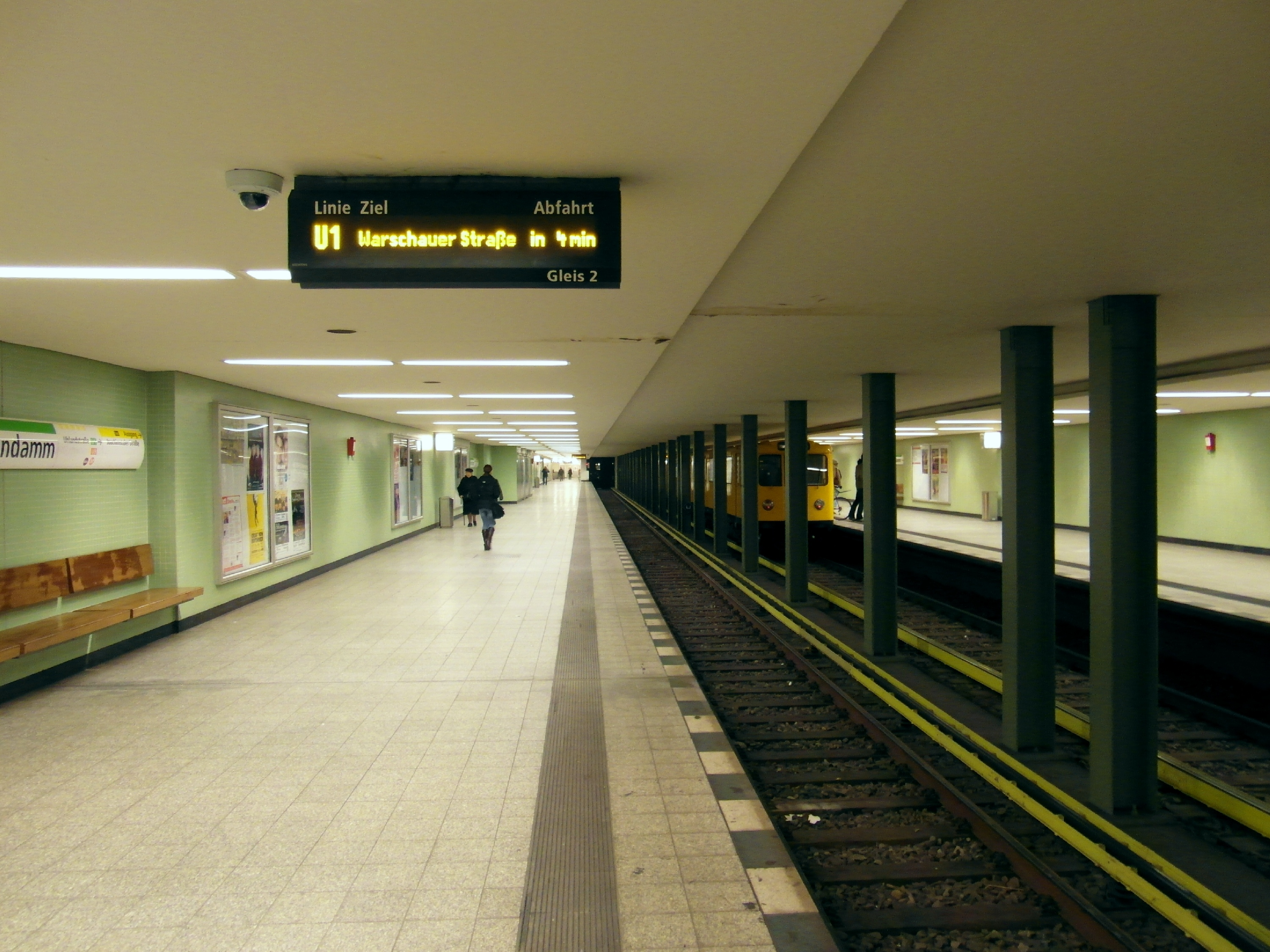
Perrong på linje
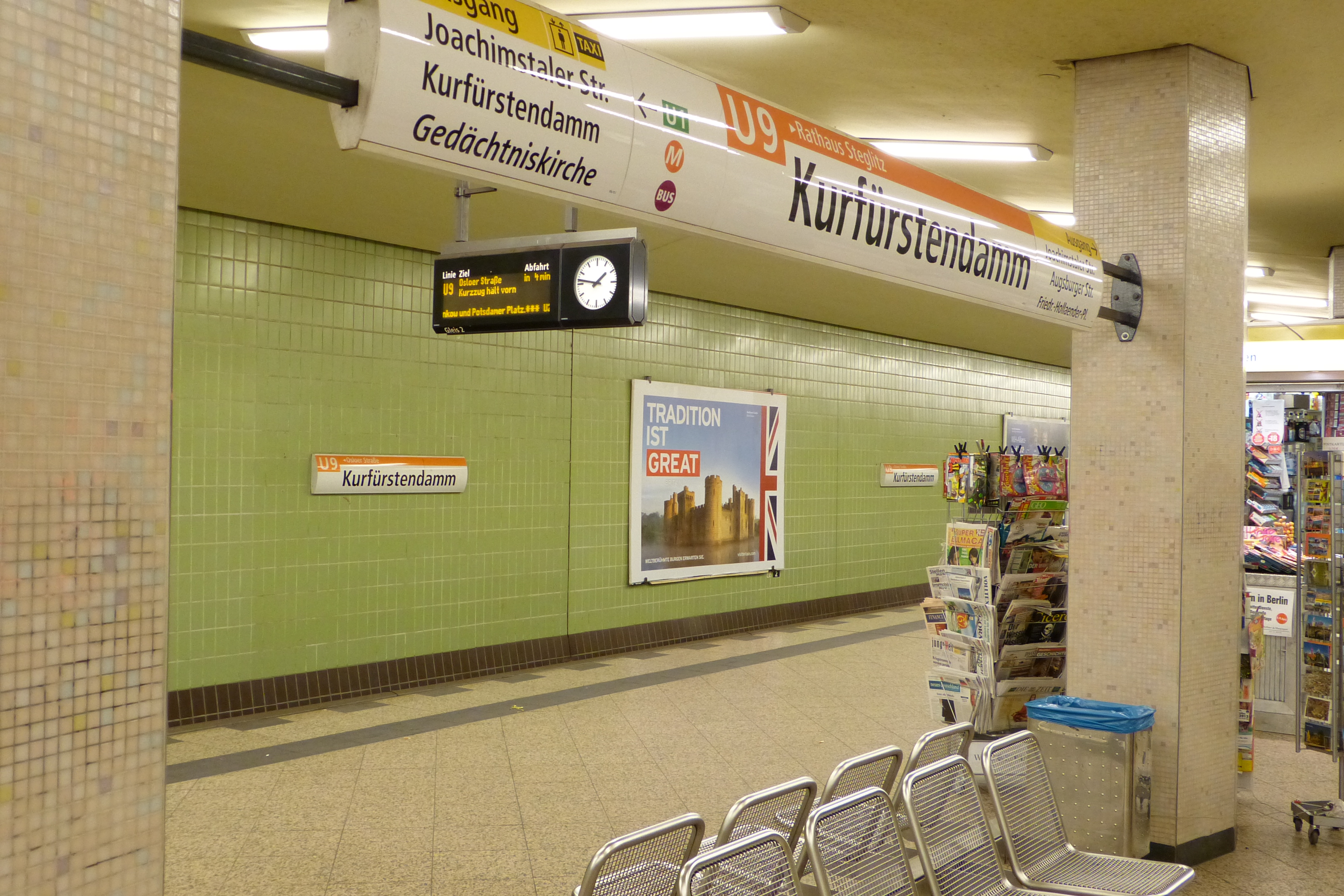
Perrong på linje
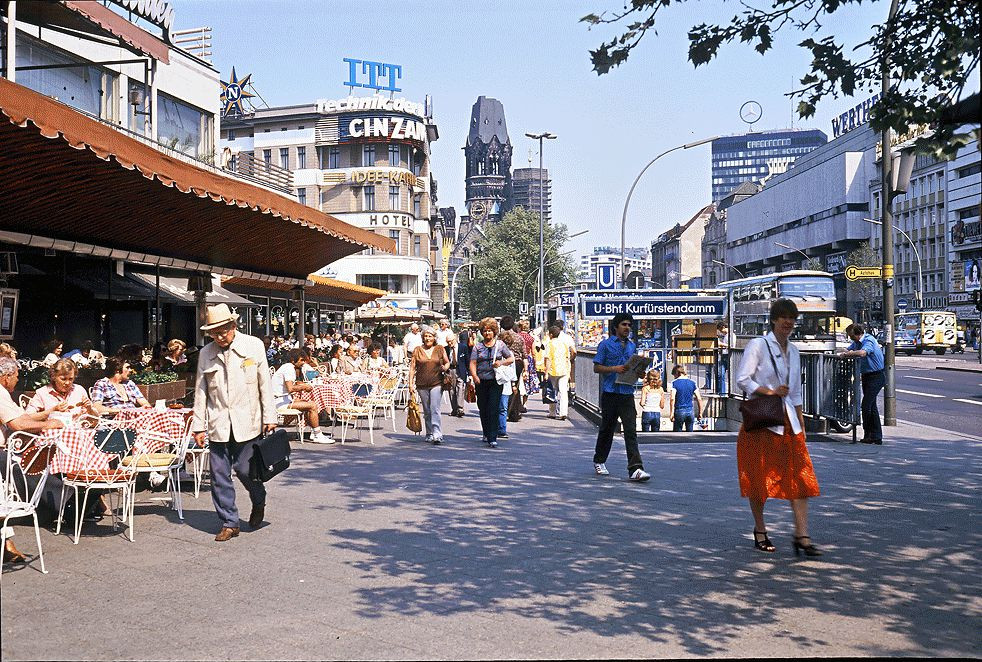
U-Bahnentré 1981